# Gruvsjön (Silvbergs socken, Dalarna, 668803-147495)
Gruvsjön är en sjö i Borlänge kommun och Säters kommun i Dalarna och ingår i Dalälvens huvudavrinningsområde. Sjön har en area på 0,209 kvadratkilometer och ligger 191,2 meter över havet.

## Delavrinningsområde
Gruvsjön ingår i det delavrinningsområde (668883-147591) som SMHI kallar för Utloppet av Stora Ulvsjön. Medelhöjden är 206 meter över havet och ytan är 20,55 kvadratkilometer. Räknas de 36 avrinningsområdena uppströms in blir den ackumulerade arean 241,01 kvadratkilometer. Tunaån (Flokån) som avvattnar avrinningsområdet har biflödesordning 2, vilket innebär att vattnet flödar genom totalt 2 vattendrag innan det når havet efter 227 kilometer. Avrinningsområdet består mestadels av skog (77 procent). Avrinningsområdet har 2,8 kvadratkilometer vattenytor vilket ger det en sjöprocent på 13,6 procent.